# Urratshokka
Urratshokka är en kulle i Finland. Den ligger i Utsjoki kommun i landskapet Lappland, i den norra delen av landet, 1 100 km norr om huvudstaden Helsingfors. Toppen på Urratshokka är 362 meter över havet. Urratshokka ingår i Paistunturit.
Terrängen runt Urratshokka är kuperad åt nordväst, men åt sydost är den platt. Trakten runt Urratshokka är nära nog obefolkad, med mindre än två invånare per kvadratkilometer. Omgivningarna runt Urratshokka är i huvudsak ett öppet busklandskap.